# Torasfita
La torasfita és un mineral de la classe dels fosfats.

## Característiques
La torasfita és un fosfat de fórmula química Th₂H(PO₄,AsO₄)₃·6H₂O. Va ser aprovada com a espècie vàlida per l'Associació Mineralògica Internacional l'any 2017. Cristal·litza en el sistema ortoròmbic.
L'exemplar que va servir per a determinar l'espècie, el que es coneix com a material tipus, es troba conservat a les col·leccions mineralògiques del South Australian Museum, a Adelaida, amb el número de registre: g34702.

## Formació i jaciments
Va ser descoberta a la mina d'estany d'Elsmore, al comtat de Gough (Nova Gal·les del Sud, Austràlia), tractant-se de l'únic indret de tot el planeta on ha estat descrita aquesta espècie mineral.